# Brunellia acostae
Brunellia acostae, vrsta drveta iz porodice Brunelliaceae, dio reda ceceljolike. Raste u Srednjoj i Južnoj Americi od Paname do Ekvadora.